# Гаврилівка Друга
Гаври́лівка Друга (до 1946 Керменчук Другий, Керменчик 2-й) — село в Україні, у Каланчацькій селищній громаді Скадовського району Херсонської області. Населення становить 812 осіб.

## Історія
Село засноване 1947 року.
20 липня 2016 року, в ході децентралізації, Гаврилівська сільська рада об'єднана з Каланчацькою селищною громадою.
17 липня 2020 року, в результаті адміністративно-територіальної реформи та ліквідації Каланчацького району, село увійшло до складу Скадовського району.
З 24 лютого 2022 року, під час російського вторгнення в Україну, село тимчасово окуповане російськими загарбниками.
6 січня 2023 року, близько 05:00 ранку, Збройні сили України, завдали удару по базі 404 мсп Тер, яка розташовувалася у гуртожитку заводу «Таврида», де перебувало до 1000 російських окупантів. На території заводу окупанти здійснювали перезаряджання пускових установок «БМ-21 «Град»» і невдовзі мали висуватися якнайближче до лінії фронту. В результаті російські окупанти зазнали суттєвих втрат.

## Населення
Відповідно з переписом УРСР 1989 року чисельність наявного населення села становила 860 осіб, з яких 405 чоловіків та 455 жінок.
За переписом населення України 2001 року в селі мешкали 823 особи.

### Мова
Розподіл населення за рідною мовою за даними перепису 2001 року:
| Мова       | Відсоток |
| ---------- | -------- |
| українська | 92,00 %  |
| російська  | 6,40 %   |
| румунська  | 0,86 %   |
| білоруська | 0,37 %   |
| інші       | 0,37 %   |

## Відомі особи
- Фальц-Фейн Едуард (Олег) Олександрович (1912—2018) — громадський політичний діяч, меценат, журналіст, продовжувач природоохороних традицій і заповідника родини Фальц-Фейнів (Асканія-Нова).
- Вільник Марія Миколаївна  (нар. 18 червня 1937) — українська радянська діячка, трактористка радгоспу «Шлях до комунізму». Депутат Верховної Ради УРСР 9—10-го скликань.